# Dikrugtong
De Dikrugtong (Microchirus variegatus) is een straalvinnige vis uit de familie van eigenlijke tongen (Soleidae), orde platvissen (Pleuronectiformes), die voorkomt in het noordoosten en het oosten van de Atlantische Oceaan en de Middellandse Zee.

## Beschrijving
Microchirus variegatus kan een lengte bereiken van 35 centimeter en kan maximaal 14 jaar oud worden. Het is een platvis, met de ogen symmetrisch op de kop en een onderstandige bek.

## Leefwijze
Microchirus variegatus is een zoutwatervis die voorkomt in subtropische wateren. De soort is voornamelijk te vinden in zeeën en zachtstromend water. De diepte waarop de soort voorkomt is 20 tot 400 meter onder het wateroppervlak. Een exemplaar van deze soort werd in oktober 2007 opgevist in de Belgische territoriale wateren.
Het dieet van de vis bestaat hoofdzakelijk uit macrobenthos.

## Relatie tot de mens
Microchirus variegatus is voor de beroepsvisserij van aanzienlijk belang.